# Ørland
Ørland è un comune norvegese della contea di Trøndelag.